# Lituanie au Concours Eurovision de la chanson 2019
La Lituanie est l'un des quarante et un pays participants du Concours Eurovision de la chanson 2019, qui se déroule à Tel-Aviv en Israël. Le pays est représenté par le chanteur Jurij Veklenko et sa chanson Run with the Lions, sélectionnés via l'émission Eurovizijos 2019. Le pays termine 11e en demi-finale, recevant 93 points, et ne se qualifie pas pour la finale du Concours

## Sélection
Le diffuseur lituanien LRT a confirmé la participation du pays le 8 août 2018.

### Chansons
Quarante-neuf candidats participent à la sélection.
| Artiste                           | Chanson                     | Compositeurs                                                                     |
| --------------------------------- | --------------------------- | -------------------------------------------------------------------------------- |
| 120                               | No Doubt                    | Deivydas Zvonkus, Dovydas Laukys, Šarūnas Januškevičius                          |
| Aldegunda                         | I Want Your Love            | Gailė Asačiovaitė                                                                |
| Alen Chicco                       | Your Cure                   | Faustas Venckus, Tomas Alenčikas                                                 |
| Antikvariniai Kašpirovskio Dantys | Mažulė                      | Martynas Enčius                                                                  |
| BANZZAI                           | I Don't Care                | Martynas Puchovičius, Paulius Šinkūnas                                           |
| Cheri                             | Again                       | Viktorija Vyšniauskaitė, Vitalij Puzyriov                                        |
| Dagna Kondrotaitė                 | The Rush                    | Liutauras Janušaitis, Lionel Lombard                                             |
| Donata & BingBang                 | Doing the Loop              | Lise Cabble, Christopher Wortley, DWB                                            |
| Edgaras Lubys                     | To the Sky                  | Edgaras Lubys                                                                    |
| Elizabeth Olshey                  | Never Enough (Of Your Love) | Konstantin Beyrer, Elizabeth Olshey, Šarūnas Vaidachovičius                      |
| Emilija Gogolytė                  | Riddle                      | Sara Sangfelt, Ian Curnow, Ina Reni Alexandrow                                   |
| Filtered Tools                    | Survival                    | Donatas Sabaliauskas, Eglė Tamulionienė                                          |
| Gabriela Ždanovičiūtė             | Home Is in Your Heart       | Agnete Johnsen, Thomas Reil, Jeppe Reil, Christopher Wortley                     |
| Gabrielė Rybko                    | Lay It Down                 | Laurell Barker, Georgie Dennis, Cameron Warren                                   |
| Gebrasy                           | Acceptance                  | Audrius Petrauskas, Alex Lipnevic, Jevgenij Podskokov                            |
| Giedrius Nakas                    | Klaidos                     | Giedrius Nakas                                                                   |
| Glossarium                        | Anyone                      | Tadas Kaminskas, Lukas Gubanovas, Saulius Šivickas                               |
| Gražvydas Sidiniauskas            | Another Movie               | Andreas Sjo Engen, Janieck Devy, Radboud Miedema, Fabrizio Levita                |
| Henry & Tommy Modric              | Neverpart                   | Tomas Sinickis                                                                   |
| Indrė Juodeikienė                 | Bad Option                  | Nácha, Rajan Muse, Koos Kamerling                                                |
| Jurgis Brūzga                     | CTRL ALT DELETE             | Kasparas Meginis, Edgaras Žaltauskas, Jurgis Brūzga, Andrius Kairys              |
| Jurgis DID & Erica Jennings       | Sing!                       | Jurgis Didžiulis, Erica Jennings                                                 |
| Jurij Veklenko                    | Run with the Lions          | Ashley Hicklin, Eric Lumiere, Pele Loriano                                       |
| Justina Budaitė-Junà              | Strength of a Woman         | Donatas Montvydas, Gytis Valickas-Echoes, Glenda "Gizzle" Proby                  |
| Justina Žukauskaitė               | Hit Me Harder               | Vytautas Karpauskas, Justina Žukauskaitė                                         |
| Kali                              | Don‘t B3long                | Karolis Talutis, Arvydas Kriščikas                                               |
| La Forza                          | Leisk tave paguosti         | Stanislovas Stavickis-Stano                                                      |
| Laimingu Būti Lengva              | Pasaulio vidury             | Audrius Pakšys                                                                   |
| Lukas Bartaška                    | River of Hope               | Lukas Bartaška, Giedrius Misiūnas                                                |
| MaNNazz                           | Blind Bird                  | Kamilė Kielaitė-Sienkievič, Dominykas Zalieckas                                  |
| Matas Ligeika                     | You Came Here to Fly        | Matas Ligeika, Gintarė Liseckaitė                                                |
| Migloko                           | Rožės                       | Artūras Bieliauskas, Miglė Vilčiauskaitė                                         |
| Monika Marija                     | Criminal                    | Benny Jansson, Monika Marija Paulauskaitė, Thomas Karlsson, Mahan Moin           |
| Monika Marija                     | Light On                    | Rachel Suter, Monika Marija Paulauskaitė, Martin Wiik, Glen Eriksson             |
| Original Copy                     | Power of Sounds             | Ieva Ščerbinskaitė                                                               |
| Paola Hart                        | I'll Be Alright             | Saxtone, Paulina Paulauskaitė                                                    |
| Queens of Roses                   | Runaway                     | Edgaras Koldaras, Artiomas Penkevičius                                           |
| RÙTA                              | Paradox                     | Rūta Statkevičiūtė, Forest Blakk                                                 |
| Šarūnas Mačiulis                  | Traukinys                   | Šarūnas Mačiulis                                                                 |
| Saulės Kliošas                    | Laiko mašina                | Alvydas Mačiulskas, Laurynas Šarkinas, Justė Starinskaitė                        |
| Simona                            | This Day Begins with Love   | Kęstutis Jablonskis, Raimundas Margalikas                                        |
| Sofija Eitutytė                   | My 7th Life                 | Florian Buba, Charlie Mason, Rike Boomgaarden, Marcus Brosch                     |
| Soliaris & Foreign Souls          | Song of My Life             | Viktoras Alechnovicius, Artūras Daunys, Algimantas Minalga, Arminas Bagdzevičius |
| Tiramisu                          | The Smell of Your Eyes      | Martyna Rudelytė, Egidijus Lisovoj                                               |
| Twosome                           | 1000                        | Paulius Šinkūnas, Justinas Stanislovaitis                                        |
| Valdas Lacko                      | Dare                        | Niklas Bergqvist, Simon Johansson, Malin Bergqvist                               |
| Valerija Iljinaitė                | Scars Are Beautiful         | Ylva Persson, Linda Persson, Charlie Mason, John Matthews                        |
| Voldemars Petersons               | Dancing with the Stars      | Ashley Hicklin, Becky Jerams, Christopher Wortley                                |
| Živilė Gedvilaitė                 | Learn from Your Love        | Anna Timgren, Alex Mullarkey                                                     |

### Émissions

#### Auditions
Les quatre premières émissions sont des auditions au terme desquelles la moitié des participants est éliminée. Vingt-quatre artistes sont donc qualifiés pour les demi-finales 
- Qualifiés

##### Audition 1: le 5 janvier 2019
| #  | Artiste               | Chanson                   | Jury | Public | Public | Total | Place |
| #  | Artiste               | Chanson                   | Jury | Voix   | Points | Total | Place |
| -- | --------------------- | ------------------------- | ---- | ------ | ------ | ----- | ----- |
| 1  | Matas Ligeika         | You Came Here to Fly      | 5    | 473    | 4      | 9     | 8     |
| 2  | Simona                | This Day Begins with Love | –    | 157    | –      | 0     | 12    |
| 3  | Filtered Tools        | Survival                  | 4    | 267    | 2      | 6     | 9     |
| 4  | RÙTA                  | Paradox                   | –    | 341    | 3      | 3     | 10    |
| 5  | Šarūnas Mačiūlis      | Traukinys                 | 3    | 686    | 8      | 11    | 6     |
| 6  | Aldegunda             | I Want Your Love          | 3    | 828    | 12     | 15    | 3     |
| 7  | Gabriela Ždanovičiūtė | Home Is in Your Heart     | 1    | 223    | –      | 1     | 11    |
| 8  | Migloko               | Rožės                     | 12   | 639    | 7      | 19    | 2     |
| 9  | Twosome               | 1000                      | 7    | 633    | 6      | 13    | 4     |
| 10 | MaNNazz               | Blind Bird                | 10   | 792    | 10     | 20    | 1     |
| 11 | Gebrasy               | Acceptance                | 8    | 257    | 1      | 9     | 7     |
| 12 | Glossarium            | Anyone                    | 6    | 603    | 5      | 11    | 5     |

##### Audition 2: le 19  janvier 2019
| #  | Artiste                | Chanson                | Jury | Public | Public | Total | Place |
| #  | Artiste                | Chanson                | Jury | Voix   | Points | Total | Place |
| -- | ---------------------- | ---------------------- | ---- | ------ | ------ | ----- | ----- |
| 1  | Tiramisu               | The Smell of Your Eyes | –    | 824    | 8      | 8     | 7     |
| 2  | Giedrius Nakas         | Klaidos                | 4    | 198    | –      | 4     | 11    |
| 3  | Justina Žukauskaitė    | Hit Me Harder          | 2    | 474    | 4      | 6     | 9     |
| 4  | Lukas Bartaška         | River of Hope          | 8    | 592    | 6      | 14    | 4     |
| 5  | Paola Hart             | I'll Be Alright        | 8    | 224    | –      | 8     | 6     |
| 6  | Valdas Lacko           | Dare                   | –    | 295    | 3      | 3     | 12    |
| 7  | Emilija Gogolytė       | Riddle                 | 6    | 880    | 10     | 16    | 2     |
| 8  | Edgaras Lubys          | To the Sky             | 10   | 1007   | 12     | 22    | 1     |
| 9  | Donata Virbilaitė      | Doing the Loop         | 1    | 517    | 5      | 6     | 10    |
| 10 | Gražvydas Sidiniauskas | Another Movie          | 5    | 260    | 1      | 6     | 8     |
| 11 | Justina Budaitė-Junà   | Strength of a Woman    | 12   | 407    | 2      | 14    | 3     |
| 12 | BANZZZAI               | I Don't Care           | –    | 250    | –      | 0     | 13    |
| 13 | Original Copy          | Power of Sounds        | 3    | 603    | 7      | 10    | 5     |

##### Audition 3: le 26 janvier 2019
| #  | Artiste                           | Chanson                | Jury | Public | Public | Total | Place |
| #  | Artiste                           | Chanson                | Jury | Voix   | Points | Total | Place |
| -- | --------------------------------- | ---------------------- | ---- | ------ | ------ | ----- | ----- |
| 1  | Laimingu Būti Lengva              | Pasaulio vidury        | –    | 149    | –      | 0     | 12    |
| 2  | Voldemars Petersons               | Dancing with the Stars | 2    | 227    | –      | 2     | 11    |
| 3  | La forza                          | Leisk tave paguosti    | –    | 146    | –      | 0     | 13    |
| 4  | Sofija Eitutytė                   | My 7th Life            | 3    | 302    | 1      | 4     | 8     |
| 5  | Antikvariniai Kašpirovskio Dantys | Mažulė                 | 6    | 906    | 7      | 13    | 4     |
| 6  | Dagna                             | The Rush               | 4    | 739    | 6      | 10    | 7     |
| 7  | Jurgis Brūzga                     | CTRL ALT DELETE        | 5    | 663    | 5      | 10    | 6     |
| 8  | Kali                              | Don‘t B3long           | 2    | 308    | 2      | 4     | 9     |
| 9  | Cheri                             | Again                  | 8    | 409    | 3      | 11    | 5     |
| 10 | 120                               | No Doubt               | –    | 548    | 4      | 4     | 10    |
| 11 | Monika Marija                     | Criminal               | 10   | 978    | 8      | 18    | 2     |
| 12 | Jurij Veklenko                    | Run with the Lions     | 12   | 1533   | 12     | 24    | 1     |
| 13 | Jurgis DID & Erica Jennings       | Sing!                  | 8    | 1077   | 10     | 18    | 3     |

##### Audition 4: le 2 février 2019
| #  | Artiste              | Chanson                     | Jury | Public | Public | Total | Place |
| #  | Artiste              | Chanson                     | Jury | Voix   | Points | Total | Place |
| -- | -------------------- | --------------------------- | ---- | ------ | ------ | ----- | ----- |
| 1  | Valerija Iljinaitė   | Scars Are Beautiful         | 2    | 242    | 1      | 3     | 10    |
| 2  | Indrė Juodeikienė    | Bad Option                  | 1    | 375    | 2      | 3     | 11    |
| 3  | Alen Chicco          | Your Cure                   | 4    | 745    | 8      | 12    | 6     |
| 4  | Queens of Roses      | Runaway                     | 7    | 580    | 4      | 11    | 7     |
| 5  | Živilė Gedvilaitė    | Learn from Your Love        | 7    | 643    | 5      | 12    | 5     |
| 6  | Elizabeth Olshey     | Never Enough (Of Your Love) | –    | 669    | 6      | 6     | 8     |
| 7  | Gabrielė Rybko       | Lay It Down                 | 3    | 0      | –      | 3     | 9     |
| 8  | Saulės Kliošas       | Laiko mašina                | 10   | 527    | 3      | 13    | 4     |
| 9  | Soliaris             | Song of My Life             | 7    | 694    | 7      | 14    | 3     |
| 10 | Monika Marija        | Light On                    | 12   | 1416   | 12     | 24    | 1     |
| 11 | Henry & Tommy Modric | Neverpart                   | 8    | 838    | 10     | 18    | 2     |

#### Demi-finales
Lors de chaque demi-finale, douze artistes participent. Quatre artistes se qualifient à chaque fois. Huit candidats sont donc qualifiés pour la finale.
- Qualifiés

##### Première demi-finale: le 9 février 2019
| #  | Artiste              | Chanson             | Jury | Public | Public | Total | Place |
| #  | Artiste              | Chanson             | Jury | Voix   | Points | Total | Place |
| -- | -------------------- | ------------------- | ---- | ------ | ------ | ----- | ----- |
| 1  | Emilija Gogolytė     | Riddle              | 1    | 1694   | 10     | 11    | 5     |
| 2  | Henry & Tommy Modric | Neverpart           | 7    | 1171   | 7      | 14    | 4     |
| 3  | Saulės Kliošas       | Laiko mašina        | 5    | 535    | 2      | 7     | 9     |
| 4  | Edgaras Lubys        | To the Sky          | 4    | 994    | 6      | 10    | 7     |
| 5  | Glossarium           | Anyone              | –    | 506    | 1      | 1     | 12    |
| 6  | Migloko              | Rožės               | 7    | 665    | 3      | 10    | 6     |
| 7  | Twosome              | 1000                | –    | 286    | –      | 0     | 11    |
| 8  | Lukas Bartaška       | River of Hope       | 2    | 1410   | 8      | 10    | 8     |
| 9  | Justina Budaitė-Junà | Strength of a Woman | 10   | 786    | 4      | 14    | 3     |
| 10 | Monika Marija        | Light On            | 12   | 3192   | 12     | 24    | 1     |
| 11 | Jurgis Brūzga        | CTRL ALT DELETE     | 10   | 815    | 5      | 15    | 2     |
| 12 | Cheri                | Again               | 4    | 442    | –      | 4     | 10    |

##### Deuxième demi-finale: le 16 février 2019
- Retrait
- Repêché

| #  | Artiste                           | Chanson              | Jury | Public | Public | Total | Place |
| #  | Artiste                           | Chanson              | Jury | Voix   | Points | Total | Place |
| -- | --------------------------------- | -------------------- | ---- | ------ | ------ | ----- | ----- |
| 1  | Original Copy                     | Power of Sounds      | 3    | 335    | 1      | 4     | 10    |
| 2  | Živilė Gedvilaitė                 | Learn from Your Love | –    | 231    | –      | 0     | 12    |
| 3  | Šarūnas Mačiūlis                  | Traukinys            | –    | 1209   | 5      | 5     | 9     |
| 4  | Paola Hart                        | I'll Be Alright      | 2    | 224    | –      | 2     | 11    |
| 5  | Alen Chicco                       | Your Cure            | 6    | 1415   | 6      | 12    | 5     |
| 6  | Aldegunda                         | I Want Your Love     | 1    | 1191   | 4      | 5     | 8     |
| 7  | Soliaris & Foreign Souls          | Song of My Life      | 4    | 413    | 2      | 6     | 7     |
| 8  | Monika Marija                     | Criminal             | 10   | 1519   | 7      | 17    | 3     |
| 9  | Antikvariniai Kašpirovskio Dantys | Mažulė               | 10   | 1979   | 8      | 18    | 2     |
| 10 | Jurij Veklenko                    | Run with the Lions   | 12   | 4097   | 12     | 24    | 1     |
| 11 | MaNNazz                           | Blind Bird           | 5    | 628    | 3      | 8     | 6     |
| 12 | Jurgis DID & Erica Jennings       | Sing!                | 7    | 2020   | 10     | 17    | 4     |

Le jeudi 21 février 2019, Monika Marija décide de retirer sa chanson Criminal de la compétition,  préférant n'interpréter que Light On lors de la finale. Alen Chicco prend sa place lors de la finale.

#### Finale: le 23 février 2019
- Vainqueur

| # | Artiste                           | Chanson             | Jury | Public | Public | Total | Place |
| # | Artiste                           | Chanson             | Jury | Voix   | Points | Total | Place |
| - | --------------------------------- | ------------------- | ---- | ------ | ------ | ----- | ----- |
| 1 | Alen Chicco                       | Your Cure           | 6    | 2980   | 6      | 12    | 5     |
| 2 | Justina Budaitė-Junà              | Strength of a Woman | 3    | 691    | 3      | 6     | 8     |
| 3 | Henry & Tommy Modric              | Neverpart           | 5    | 1186   | 5      | 10    | 6     |
| 4 | Jurgis Brūzga                     | CTRL ALT DELETE     | 4    | 936    | 4      | 8     | 7     |
| 5 | Jurgis DID & Erica Jennings       | Sing!               | 7    | 14 912 | 7      | 14    | 4     |
| 6 | Monika Marija                     | Light On            | 10   | 20 977 | 10     | 20    | 2     |
| 7 | Antikvariniai Kašpirovskio Dantys | Mažulė              | 8    | 15 699 | 8      | 16    | 3     |
| 8 | Jurij Veklenko                    | Run with the Lions  | 12   | 24 694 | 12     | 24    | 1     |

La finale se conclut par la victoire de Jurij Veklenko et de sa chanson Run with the Lions qui représenteront donc la Lituanie à l'Eurovision 2019.

## À l'Eurovision
La Lituanie participe à la deuxième demi-finale, le 16 mai 2019. Y terminant en 11e position avec 93 points, le pays manque la qualification d'un seul point, derrière le Danemark.